# Johannesvorstadt

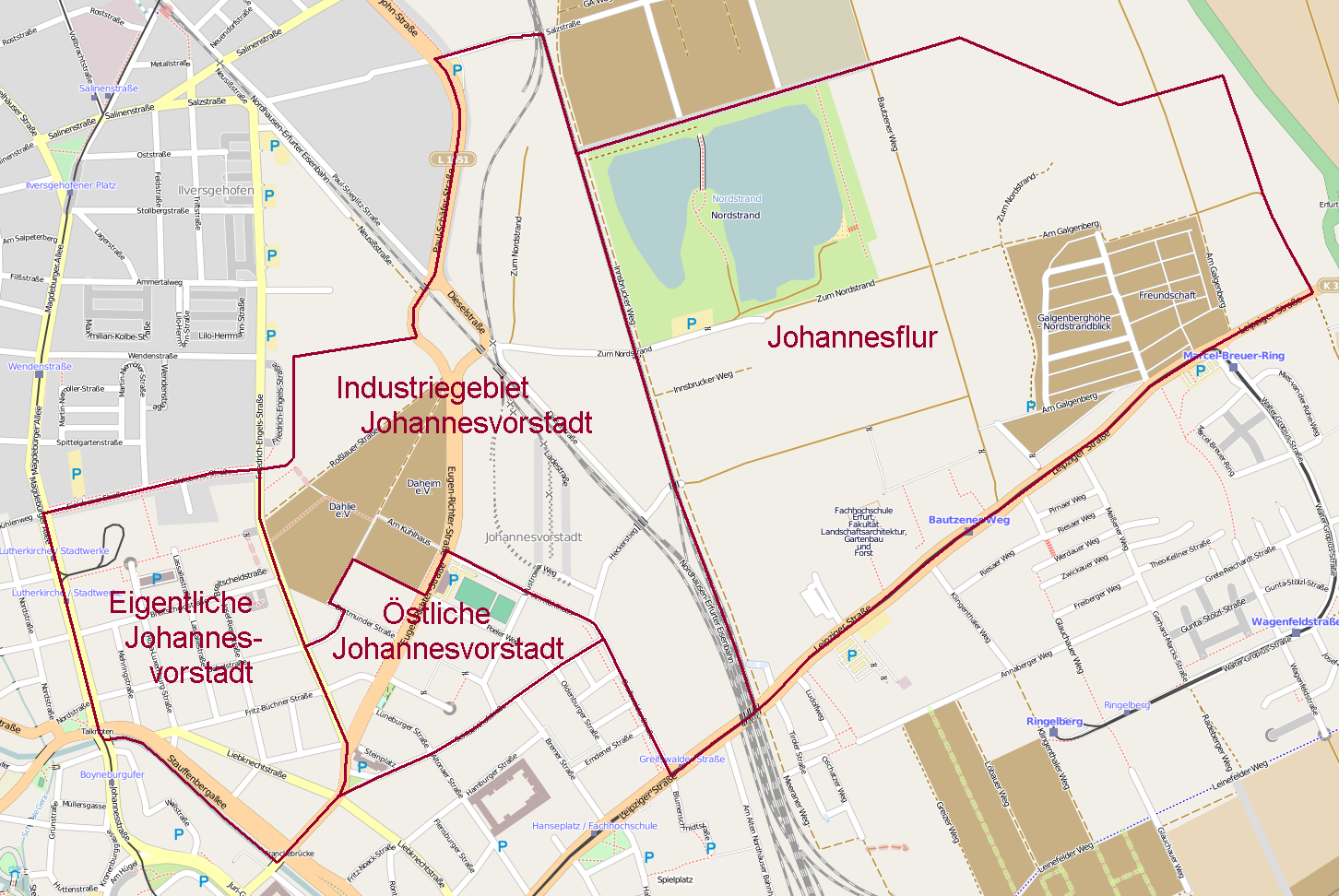
Die Viertel der Johannesvorstadt

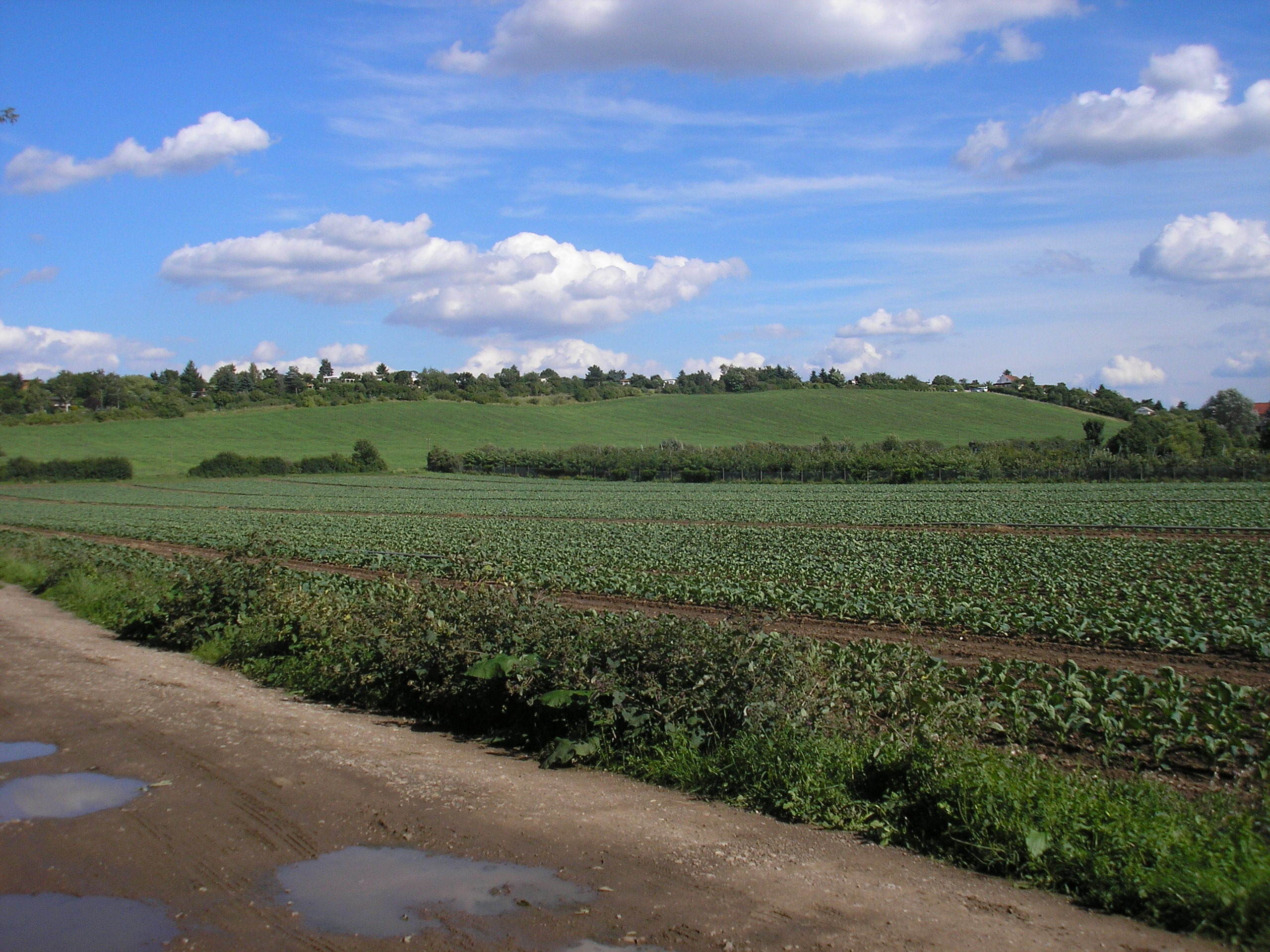
Der Galgenberg ist die höchste Erhebung im Stadtteil und liegt in der Johannesflur, die auch landwirtschaftlich genutzt wird

Die Johannesvorstadt ist eine der historischen Erfurter Vorstädte und heute ein Stadtteil der thüringischen Landeshauptstadt.
Sie liegt nordöstlich der Altstadt vor dem Johannestor und erstreckt sich von der Magdeburger Allee im Westen und der Schlachthofstraße im Süden bis zum Nordstrand im Norden und zum Galgenberg im Osten. Die Johannesvorstadt ist die einwohnerschwächste der Erfurter Vorstädte. Hier leben 7525 Menschen (Stand 31. Dezember 2022) auf einer Fläche von 3,31 km², wobei davon rund 0,7 km² Wohnviertel sind. Sie entstanden etwa zwischen 1880 und 1960, wobei der Großteil der Bebauung aus der Zeit des deutschen Kaiserreichs stammt. Die übrige Gemarkungsfläche wird von Industrie- und Naherholungsgebieten eingenommen.
Die Johannesvorstadt ist demografisch der jüngste Stadtteil Erfurts, wobei die 20- bis 30-Jährigen mit Abstand die größte Bevölkerungsgruppe stellen und das Durchschnittsalter bei nur 36,5 Jahren und damit etwa 7,5 Jahre unter dem Erfurter Durchschnitt liegt.
Der Name der Johannesvorstadt leitet sich von ihrer Lage vor dem Johannestor ab, das seinen Namen wiederum von der nach dem Heiligen Johannes benannten Johanneskirche erhalten hat. Vor der Anlage des Stadtteils wurde als Johannesvorstadt hingegen der Bereich am Ende der Johannesstraße (etwa zwischen Juri-Gagarin-Ring und Talknoten) zwischen der ersten und der zweiten Stadtmauer bezeichnet.

## Geografie
Die Johannesvorstadt grenzt nordöstlich an die Erfurter Altstadt an. Benachbarte Vorstädte sind die Andreasvorstadt im Westen und die Krämpfervorstadt im Südosten. Im Norden grenzen das Plattenbaugebiet Johannesplatz, der Stadtteil Ilversgehofen und das Industriegebiet Hohenwinden an, während östlich das Dorf Kerspleben liegt.
Das Gelände der Johannesvorstadt ist größtenteils flach und liegt im Tal der Gera, die in Form des Flutgrabens die südwestliche Stadtteilgrenze bildet. Es wird angenommen, dass die Gera früher ein anderes Flussbett hatte und nicht wie heute über Gebesee in die Unstrut floss, sondern weiter östlich über Stotternheim, womit die Johannesvorstadt mitten in dem ehemaligen Tal liegt. Der Flutgraben im Südwesten befindet sich in 190 Metern Höhe, während die Höhenlage nach Norden hin abnimmt und an der Salzstraße bei nur noch 180 Metern liegt. Die höchste Erhebung des Stadtteils ist der Galgenberg im Osten mit knapp 220 Metern. Er ist die Wasserscheide zwischen der Gera im Westen und der Gramme im Osten.
Früher wurde die Fläche der Johannesvorstadt landwirtschaftlich genutzt, ehe ab 1873 die Bebauung begann. Sie nimmt jedoch nach wie vor nur den westlichen Teil ein, während der östliche Teil weiterhin landwirtschaftliche Nutzfläche ist. Außerdem befindet sich hier mit dem 16 Hektar großen Nordstrand der größte innerstädtische See Erfurts. Er ist eine ehemalige Kiesgrube, die sich mit Grundwasser gefüllt hat und seit 1972 als Naherholungsgebiet mit Freibad genutzt wird.

## Viertel

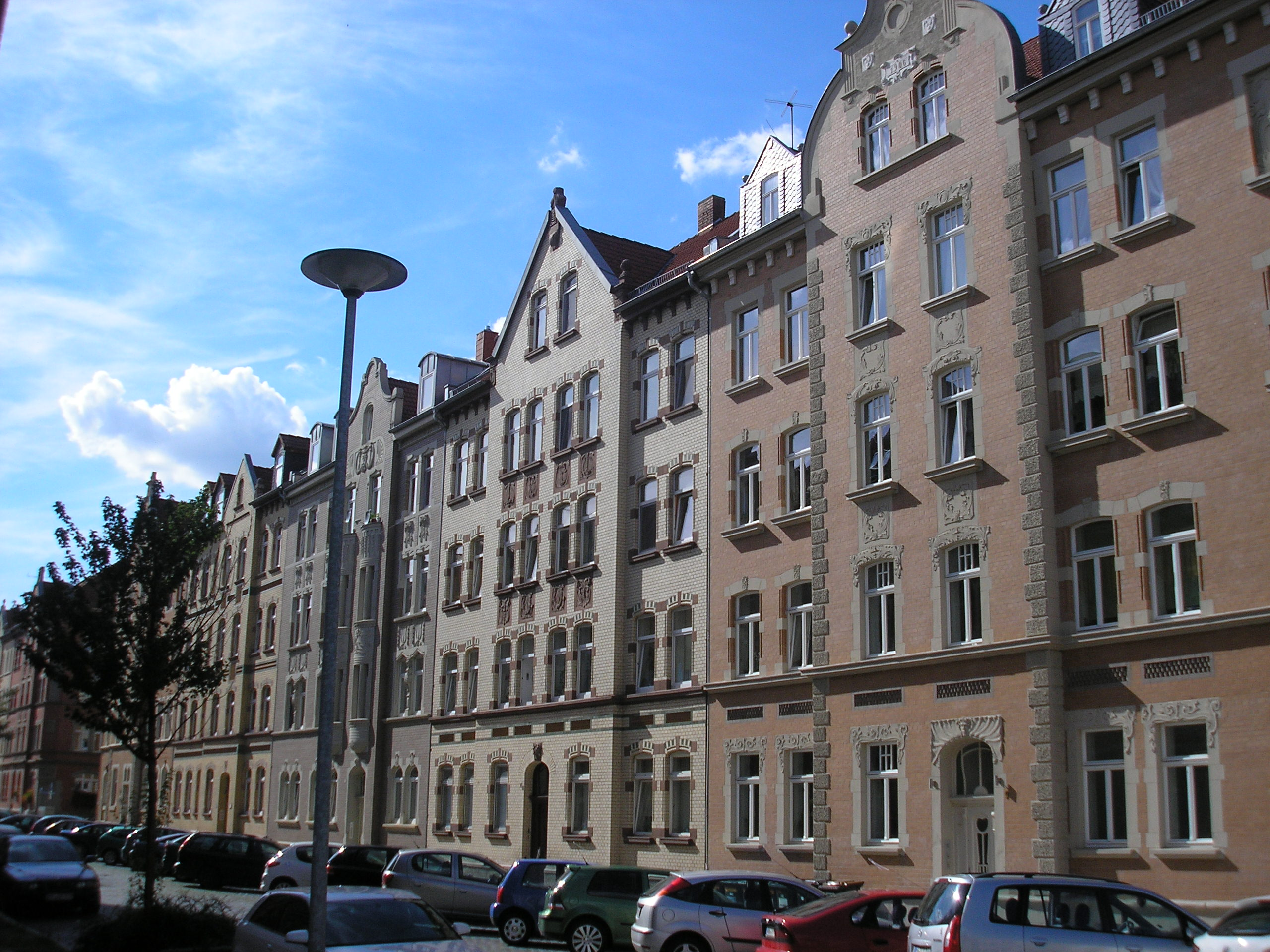
Miethäuser wie diese in der Ernst-Toller-Straße prägen die Johannesvorstadt

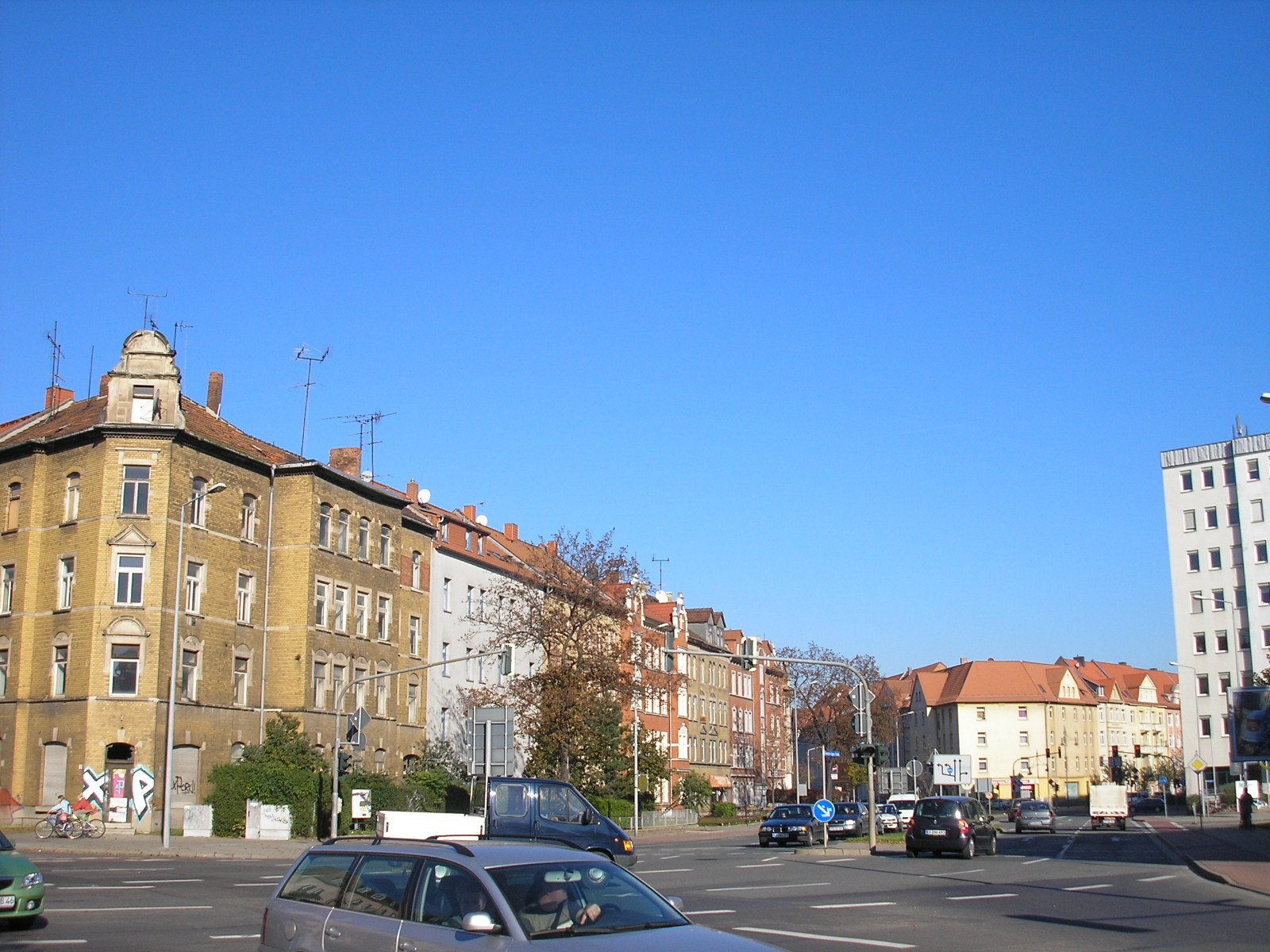
Am Steinplatz

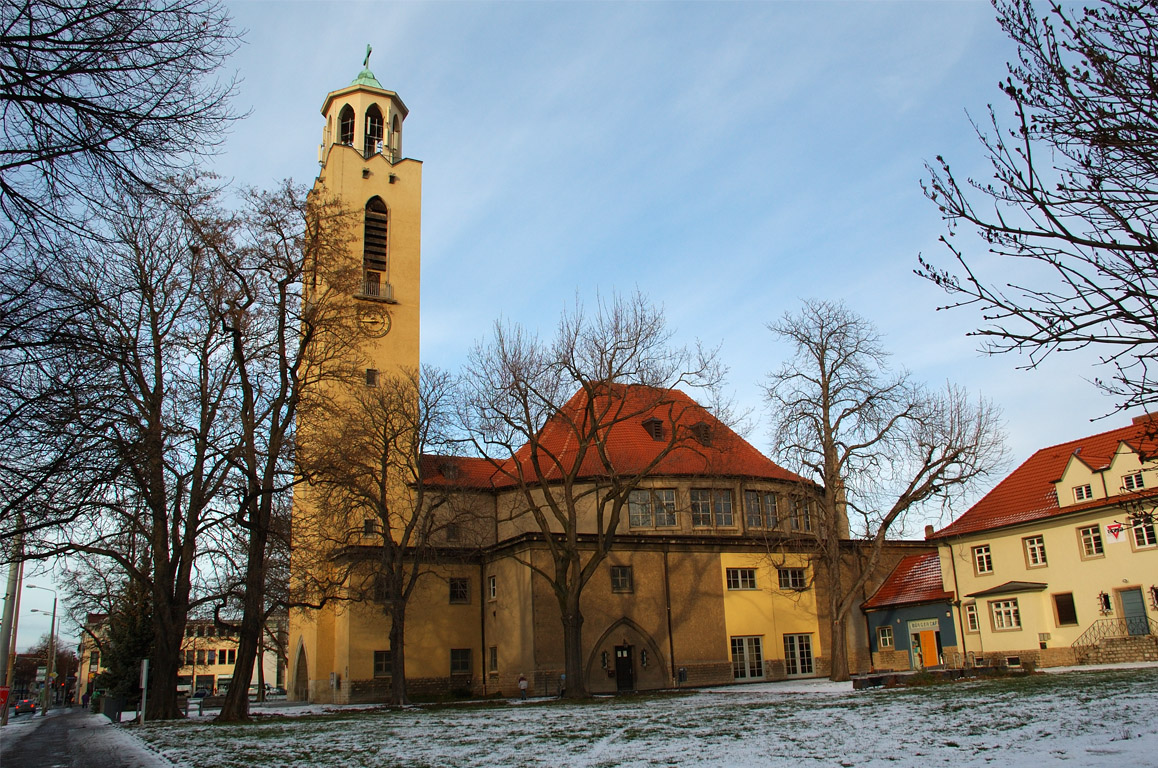
Die Lutherkirche von 1927

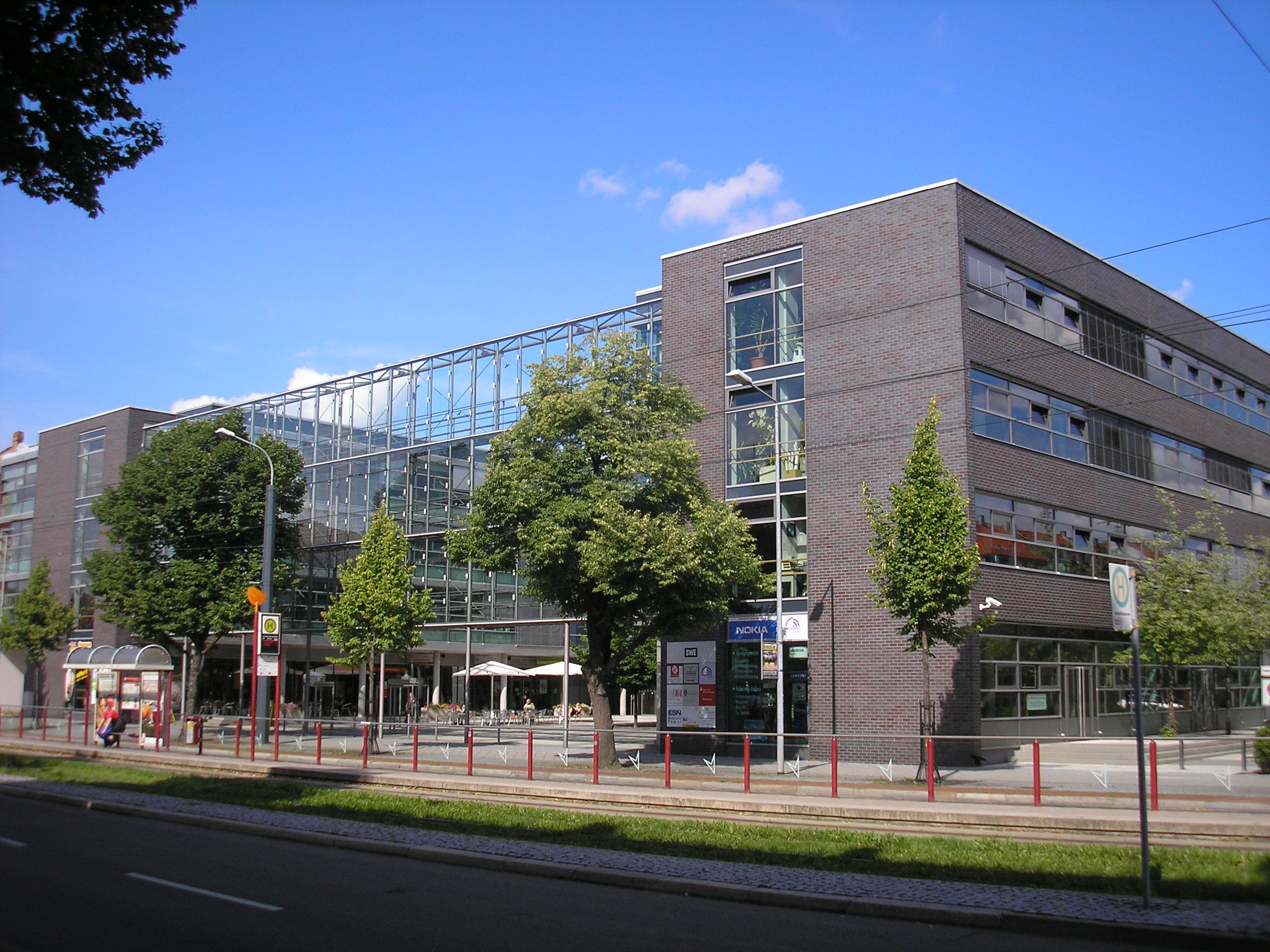
Die Verwaltung der Stadtwerke an der Magdeburger Allee

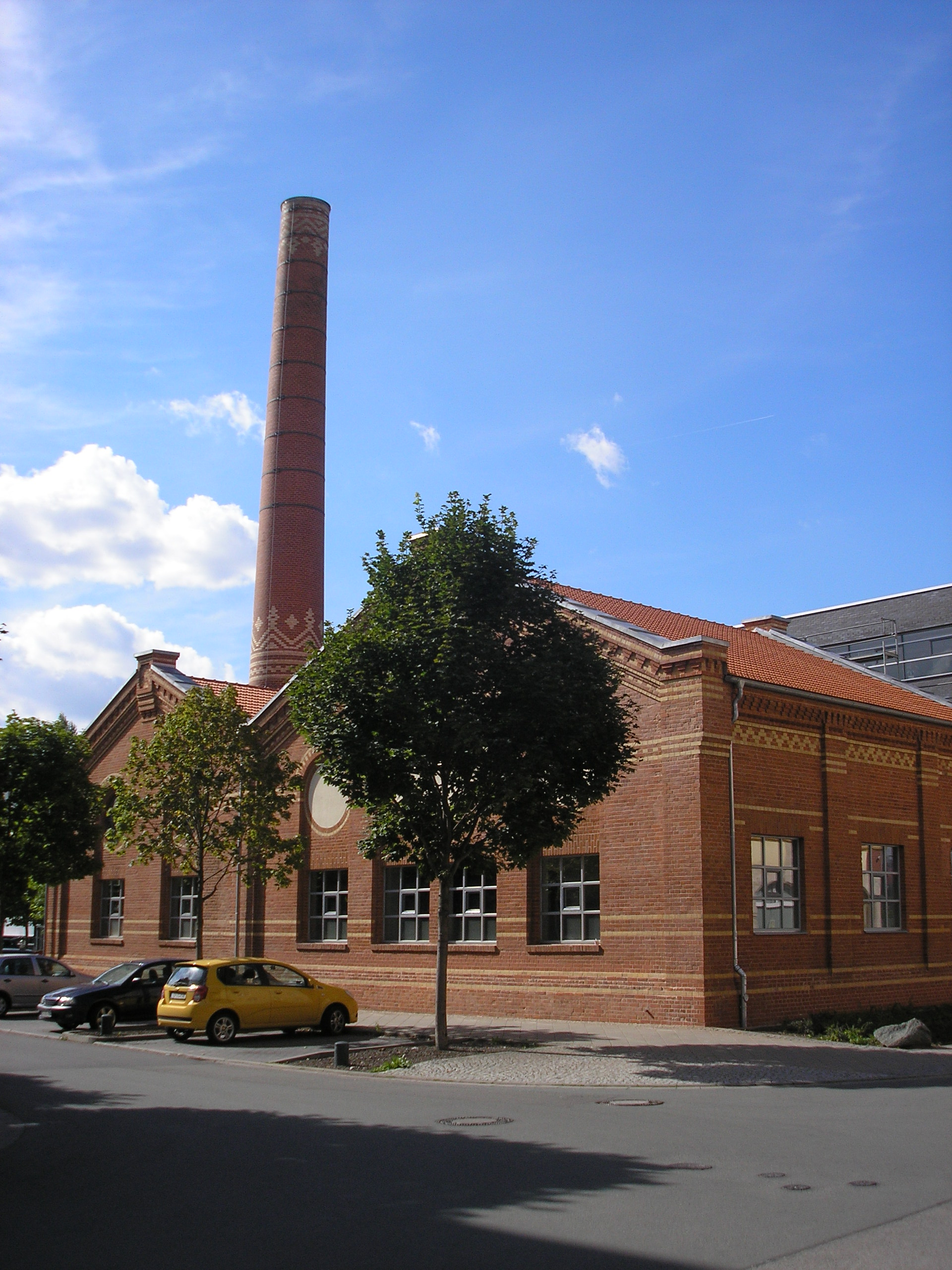
Ehemalige Anlagen der Stadtwerke

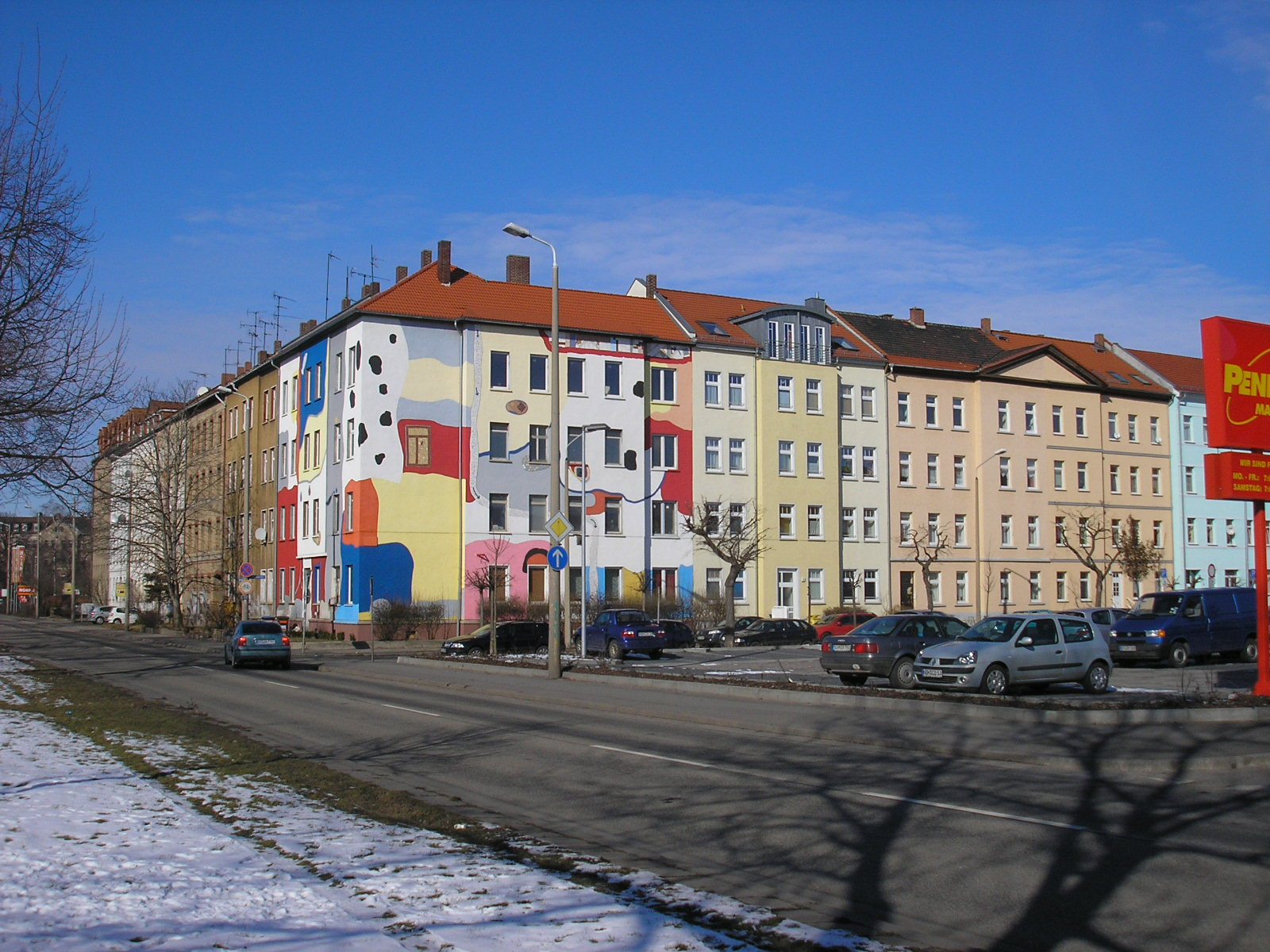
Ecke Schapirostraße/Stauffenbergallee in der südlichen Johannesvorstadt

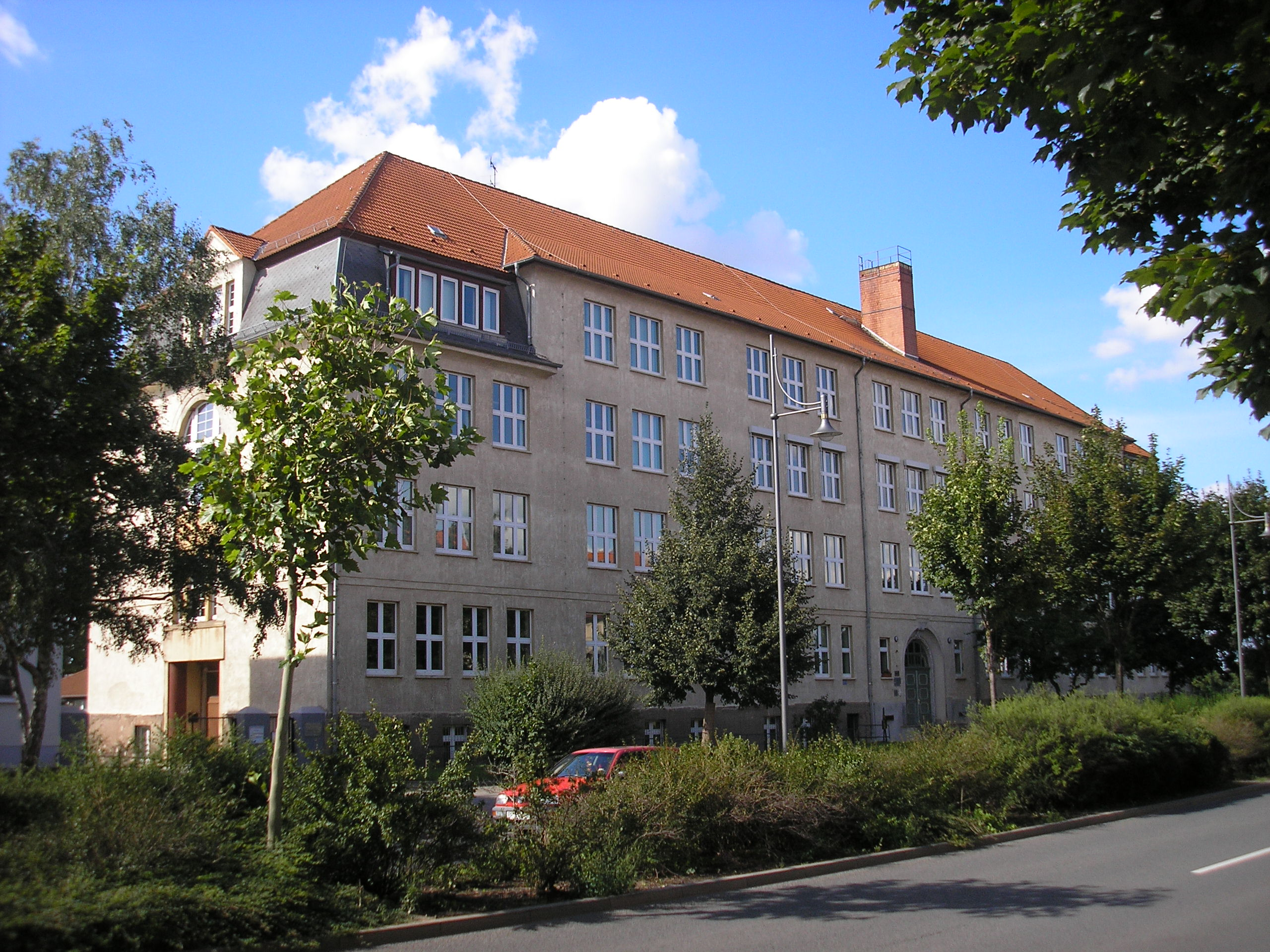
Die Rudolf-Diesel-Schule in der östlichen Johannesvorstadt

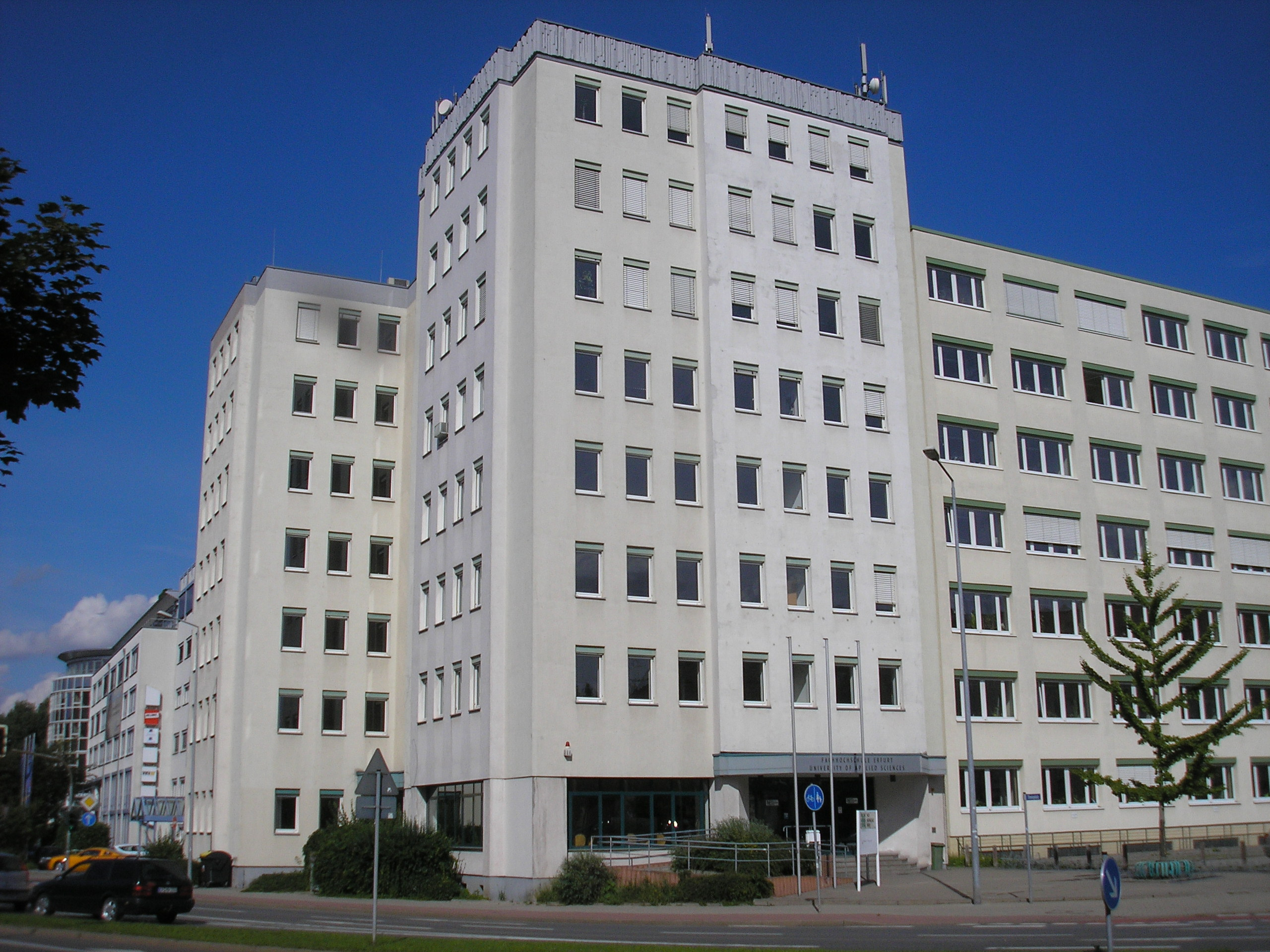
Im Bürokomplex am Steinplatz befinden sich Teile der FH

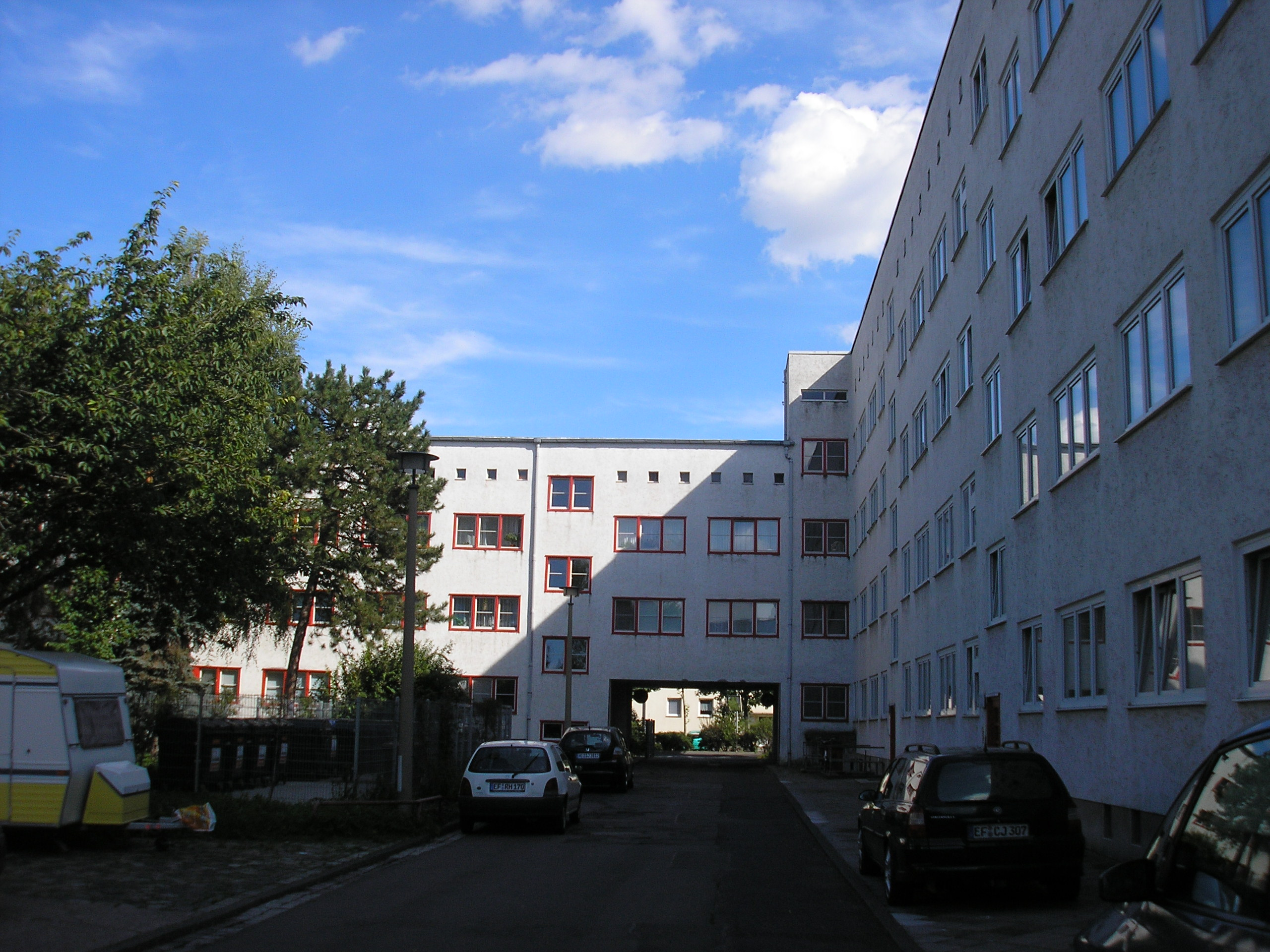
Der Hansablock entstand 1930 im Stil des Bauhauses

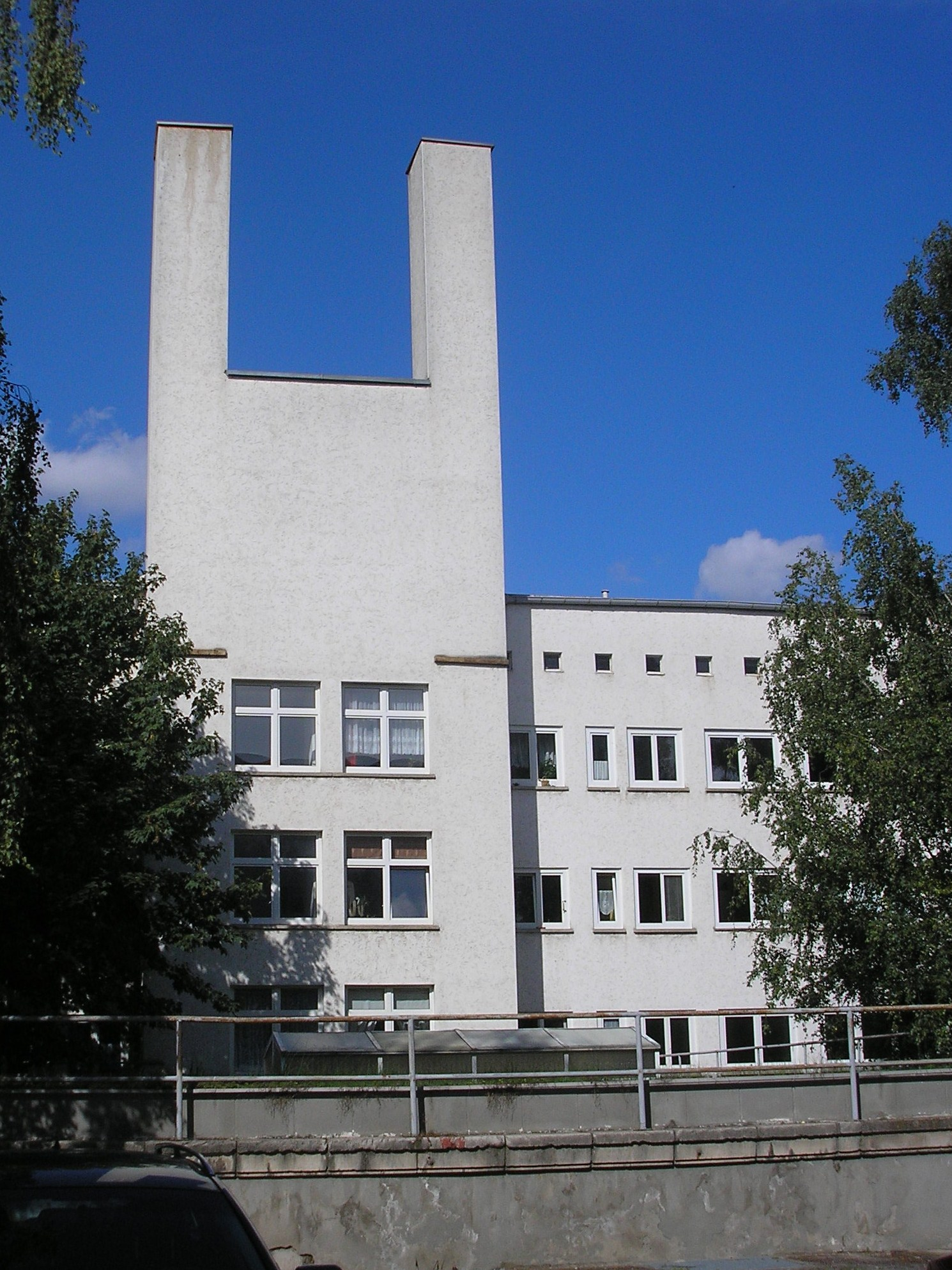
Gestaltung der Innenseite des Hansablocks

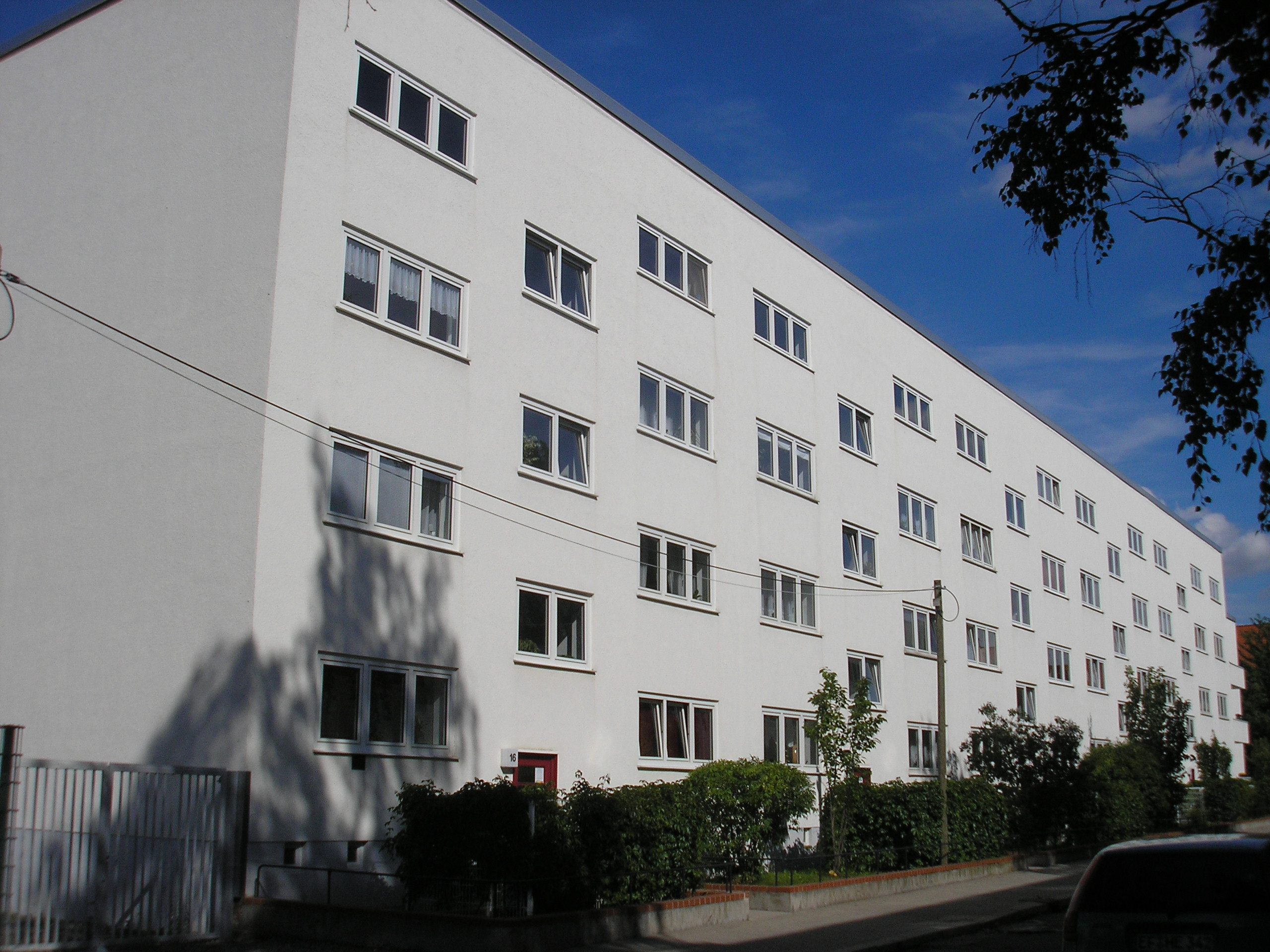
Auf der anderen Seite der Dortmunder Straße befindet sich ebenfalls ein Teil des Hansablocks

| Viertel (nicht offiziell)                                                                                          | Blockgruppen (offiziell) | Fläche (km²) | Einwohner (2000) | Einwohner (2007) | Einwohner (2015) | Bevölkerungsdichte |
| --- | ------------------------ | ------------ | ---------------- | ---------------- | ---------------- | ------------------ |
| Eigentliche Johannesvorstadt (Eislebener Straße – Friedrich-Engels-Straße – Stauffenbergallee – Magdeburger Allee) | 711 + 712 + 713 + 714    | 0,44         | 3.689            | 4.378            | 5.203            | 11.825             |
| Östliche Johannesvorstadt (Friedrich-Engels-Straße – Schlachthofstraße – Am Kühlhaus)                              | 715                      | 0,23         | 1.138            | 1.114            | 1.030            | 4.478              |
| Industriegebiet Johannesvorstadt Dieselstraße, Ladestraße, Heckerstieg                                             | 721 + 722                | 1,01         | 70               | 61               | 86               | 86                 |
| Johannesflur/Nordstrand                                                                                            | 723                      | 1,67         | 172              | 159              | 163              | 98                 |

### Eigentliche Johannesvorstadt
Die eigentliche Johannesvorstadt ist das Wohngebiet zwischen Magdeburger Allee im Westen, Eislebener Straße im Norden, Friedrich-Engels-Straße im Osten, Steinplatz im Südosten und Stauffenbergallee im Südwesten. Sie gliedert sich wiederum in einen nördlichen und einen südlichen Teil.
Der Teil nördlich der Breitscheidstraße wird von den Anlagen der Stadtwerke Erfurt eingenommen. Während hier früher auch Energie erzeugt wurde, befindet sich heute nur noch die Verwaltung am Standort. Ihr Sitz ist ein nach der Wiedervereinigung errichteter Bürokomplex an der Magdeburger Allee. 1883 entstand hier auch der erste Betriebshof der Straßenbahn. Ein Teil seiner Gebäude am Beginn der Breitscheidstraße sind erhalten geblieben. Heute befindet sich der Betriebshof nördlich der Gebäude der Stadtwerke im Inneren des Viertels. Daneben steht die Lutherkirche, eine der wenigen Kirchen in Thüringen, die im Stil des Art déco erbaut wurden. Sie entstand 1927 nach den Plänen des Berliner Architekten Peter Jürgensen. Der östliche Teil des Quartiers wird von einigen Altneubauten aus den 1950er/60er-Jahren eingenommen. Eine große Brache, das Johannesfeld, liegt in der Mitte des Bereichs. Ab 2016 entsteht im westlichen Teil der Brache der neue Stadtteilpark Johannesfeld, während östlich der Lassallestraße ein Wohngebiet im Geschosswohnungsbau für 1000 Einwohner angelegt wird.
Im weitaus bevölkerungsreicheren Teil des Viertels südlich der Breitscheidstraße sind die typischen viergeschossigen Erfurter Mietshäuser aus roten Ziegeln zu finden. Sie entstanden zwischen 1880 und dem Ersten Weltkrieg und machten die Johannesvorstadt zu einem klassischen Arbeiterstadtteil mit Wohnungen entlang der Straßen und Kleingewerbe in den Innenhöfen. Im Osten an der Friedrich-Engels-Straße entstanden auch später noch einzelne Wohnblocks. Die Schule des Viertels ist die Johannesschule an der Rosa-Luxemburg-Straße in der Mitte. Sie wird heute als Grundschule genutzt und entstand zeitgleich mit den umliegenden Wohnhäusern.
Das Straßennetz ist weitgehend rechtwinklig angelegt; die Straßen waren bis 1945 nach preußischen Generälen benannt. Seitdem tragen sie Namen von sozialdemokratischen und kommunistischen Politikern und Widerstandskämpfern.

### Östliche Johannesvorstadt
Die östliche Johannesvorstadt erstreckt sich zwischen der Friedrich-Engels-Straße im Westen, der Schlachthofstraße im Südosten und der Straße Am Kühlhaus im Nordosten. Anders als die eigentliche Johannesvorstadt ist sie kein reines Wohngebiet, sondern durch die Mischung von Wohnen, Gewerbe und anderen Nutzungen geprägt. Abgesehen von einem Quartier im Südwesten entstand die Bebauung erst nach dem Ersten Weltkrieg, als sich hier ein Schwerpunkt des Wohnungsbaus privater Gesellschaften bildete, um die drückende Wohnungsnot zu lindern. Im Zuge dessen entstand die Wohnanlage Hansablock mit etwa 200 Wohnungen in deutlicher Formensprache des Bauhauses. Sie wurde 1930 nach Plänen des Hamburger Architekten Karl Schneider errichtet und 1996 durch den Anbau der Steinplatzarkaden mit weiteren 150 Wohnungen in ähnlicher Formensprache ergänzt. An der Eugen-Richter-Straße befinden sich weitere Wohnblocks aus den 1930er-Jahren sowie am Poeler Weg der Sportplatz des Viertels. Gegenüber liegt die Rudolf-Diesel-Schule in einem Gebäude aus der Zwischenkriegszeit, die heute als Berufsschule für Kfz-Ausbildungen genutzt wird.
Die übrigen Flächen des Viertels an der Schlachthofstraße werden von Gewerbegebieten eingenommen. Hier befand sich in einem ehemaligen Rechenzentrum das Thüringer Museum für Elektrotechnik Erfurt mit einer technikgeschichtlichen Ausstellung. Am Steinplatz befinden sich Bürogebäude, die durch die Stadtverwaltung und die Fachhochschule Erfurt genutzt werden. In der Mitte des Viertels liegt die Kleingartenanlage Veilchen.

### Industriegebiet Johannesvorstadt
Im Industriegebiet, das sich bis an die Bahnstrecke Sangerhausen–Erfurt im Osten, die Leipziger Straße im Süden und die Salzstraße im Norden erstreckt, befinden sich zahlreiche Unternehmen, darunter auch die Erfurter Teigwaren, der älteste Nudelhersteller in Deutschland. Durch den Strukturwandel nach 1990 liegen jedoch auch viele Flächen brach, während sich dazwischen zahlreiche Kleingartenanlagen befinden.
Die Industrieansiedlung in dieser Gegend begann im Zuge der Industrialisierung und der Anlage der Bahnstrecke Nordhausen–Erfurt im Jahr 1869.
Zwischen der Greifswalder Straße und den Bahnanlagen befand sich seit Ende des 19. Jahrhunderts der Erfurter Schlachthof. Heute wird dieser Bereich teilweise noch gewerblich genutzt, während andere Teile brach liegen. Die Stadtverwaltung versucht schon seit der Umgestaltung der Leipziger Straße und der Eröffnung der dortigen Stadtbahnstrecke im Jahr 2000 diesen Bereich zu entwickeln, wobei es bisher nicht zu einer Einigung mit dem Eigentümer, einem privaten Investoren, gekommen ist, sodass eine weitere städtebauliche Entwicklung 2015 nicht absehbar ist. Der Bereich auf der gegenüberliegenden Seite der Leipziger Straße (Stadtteil Krämpfervorstadt) soll in den Jahren nach 2015 ebenfalls entwickelt werden.

### Johannesflur
In der Johannesflur, dem unbebauten Ostteil der Johannesvorstadt, jenseits der Sangerhäuser Bahn liegen der Nordstrand im Norden, landwirtschaftliche Nutzflächen in der Mitte und Kleingartenanlagen an der Leipziger Straße im Süden. Ebenfalls an der Leipziger Straße liegt hier der Fachbereich Gartenbau und Landschaftsarchitektur der Fachhochschule Erfurt.

## Einwohnerentwicklung
Die Einwohnerzahl der Johannesvorstadt lag 1990 bei 6.485. Bis zum Jahr 2000 folgte ein Rückgang der Zahl um ein Viertel auf 5.069. Hauptgrund war die schlechte Wohnsituation in den unsanierten Altbauvierteln der Johannesvorstadt, die oftmals nicht über Badezimmer und Zentralheizungsanlagen verfügten. Ziele der Fortziehenden waren vor allem andere Stadtteile Erfurts, besonders die wachsenden dörflichen Vororte (starke Suburbanisierungswelle während der 1990er-Jahre), einige kehrten der Stadt auf Grund der schlechten wirtschaftlichen Situation aber auch ganz den Rücken. Die Sanierungsmaßnahmen an der Bausubstanz begannen bereits kurze Zeit nach der Wiedervereinigung und haben im Jahr 2010 einen höheren Flächendeckungsgrad erreicht. Allerdings gibt es auch noch viele leerstehende, unsanierte Gebäude. Die Johannesvorstadt galt stärker als andere Vorstädte als einkommensschwaches Gebiet mit sozialen Problemen, wobei sich die Situation durch verstärkte stadtplanerische Maßnahmen deutlich verbessert hat. Der Anstieg der Einwohnerzahl 1997 ist auf den Bezug von 150 neuen Wohnungen in den neu errichteten Steinplatzarkaden zurückzuführen.
Eine Gebäudezählung im Jahr 2006 ergab, dass es in der Johannesvorstadt 539 Gebäude gibt, in denen sich 4167 Wohnungen befanden, von denen wiederum 791 oder 19 % leer standen, das war nach Ilversgehofen der zweithöchste Leerstand im Stadtgebiet. Leer standen 40 Häuser mit 306 Wohnungen. Bis zum Jahr 2011 ging die Anzahl der Wohnungen leicht auf 4112 zurück, während die Gebäudezahl fast konstant bei 538 blieb. Der Leerstand verringerte sich auf 333 Wohnungen (8,1 %). Die Zahl der Komplettleerstände sank in den fünf Jahren um 25 % und liegt nun bei 28 Gebäuden mit 214 Wohnungen.
Mit der Einführung der Zweitwohnungsteuer in Erfurt 2003 wurde erreicht, dass viele Studenten ihren Hauptwohnsitz in Erfurt anmelden und damit in der Bevölkerungsstatistik erfasst werden, wodurch sich die Einwohnerzahl der Johannesvorstadt, in der wegen der räumlichen Nähe zu Uni und FH und der geringen Mieten viele Studenten leben, zusätzlich erhöhte. In Zukunft könnte die Einwohnerzahl der Johannesvorstadt noch deutlich steigen, wenn weitere leerstehende Wohnungen wieder bezogen werden. Damit würde wieder annähernd die Bevölkerungszahl von 1990 erreicht werden.
Die 20- bis 30-Jährigen stellen die größte Bevölkerungsgruppe, wobei der Frauenanteil leicht über dem Männeranteil liegt (analog zum Studentenprofil von Universität und Fachhochschule). Die Geburtenrate (etwa 80 Geburten pro Jahr) liegt dadurch bedingt rund doppelt so hoch wie die Sterberate (etwa 40 Sterbefälle pro Jahr), der Wanderungssaldo (etwa 600 Zuzüge und 450 Fortzüge pro Jahr) ist ebenfalls positiv, weshalb die Johannesvorstadt weiter wächst und damit auch der hohe Wohnungsleerstand langsam zurückgeht. In der Johannesvorstadt leben etwa 340 Ausländer, was einen Anteil von rund 5,7 % ausmacht und damit deutlich über dem Erfurter Durchschnitt von etwa 3,3 % liegt.
Daten der Stadtverwaltung Erfurt, jeweils zum 31. Dezember.
| Jahr | Einwohnerzahl | Entwicklung (1990 = 100 %) | Entwicklung Erfurt (1990 = 100 %) |
| ---- | ------------- | -------------------------- | --------------------------------- |
| 1990 | 6.485         | 100,0                      | 100,0                             |
| 1995 | 5.181         | 79,9                       | 93,4                              |
| 1996 | 5.054         | 77,9                       | 91,9                              |
| 1997 | 5.260         | 81,1                       | 90,6                              |
| 1998 | 5.171         | 79,7                       | 89,3                              |
| 1999 | 5.155         | 79,5                       | 88,0                              |
| 2000 | 5.069         | 78,2                       | 87,6                              |
| 2001 | 5.141         | 79,3                       | 87,4                              |
| 2002 | 5.241         | 80,8                       | 87,2                              |
| 2003 | 5.428         | 83,7                       | 88,0                              |
| 2004 | 5.523         | 85,2                       | 88,4                              |
| 2005 | 5.575         | 86,0                       | 88,5                              |
| 2006 | 5.752         | 88,7                       | 88,4                              |
| 2007 | 5.712         | 88,1                       | 88,5                              |
| 2008 | 5.828         | 89,9                       | 88,5                              |
| 2009 | 5.940         | 91,6                       | 88,8                              |
| 2010 | 6.040         | 93,1                       | 89,2                              |
| 2011 | 6.088         | 93,9                       | 89,8                              |
| 2012 | 6.123         | 94,4                       | 90,4                              |
| 2013 | 6.228         | 96,0                       | 91,1                              |
| 2014 | 6.248         | 96,3                       | 91,7                              |
| 2015 | 6.482         | 100,0                      | 93,3                              |
| 2016 | 6.794         | 104,8                      | 93,9                              |
| …    |               |                            |                                   |
| 2022 | 7.602         | 117,2                      | 100,9                             |
| 2024 | 7.525         | 116,0                      | 102,4                             |

## Wirtschaft und Verkehr
Während die eigentliche Johannesvorstadt mittlerweile ein nahezu reines Wohngebiet ist, befinden sich im Stadtteil auch große Gewerbegebiete und Dienstleistungszentren (Stadtwerke, Teile der Stadtverwaltung am Steinplatz, Fachhochschule), die für Arbeitsplätze sorgen.
Am Südrand der Johannesvorstadt verläuft der Erfurter Stadtring auf der Stauffenbergallee bzw. der Liebknechtstraße, von dem die wichtigsten Straßen des Stadtteils abzweigen. Dazu gehören die Eugen-Richter-Straße, die von Erfurt nach Stotternheim und Sömmerda führt, die Leipziger Straße nach Kerspleben und Buttelstedt sowie die Magdeburger Allee nach Ilversgehofen und Mittelhausen. Wichtigster Verkehrsknoten im Stadtteil ist der Steinplatz, an dem die Eugen-Richter-Straße, die Friedrich-Engels-Straße und die Schlachthofstraße als Ausfallstraßen und die Liebknechtstraße als Querverbindung anliegen.
An den ÖPNV sind große Teile der Johannesvorstadt durch die Stadtbuslinie 9 auf dem Steinplatz und der Friedrich-Engels-Straße angebunden. Am Rand des Stadtteils verlaufen auf der Magdeburger Allee zusätzlich die Linien 1 und 5 sowie auf der Leipziger Straße die Linie 2 der Straßenbahn Erfurt. Weitere Buslinien komplettieren die Anbindung im innerstädtischen Verkehr, während sowohl die Bahnstrecke Sangerhausen–Erfurt als auch die Bahnstrecke Nordhausen–Erfurt den Stadtteil ohne Halt durchqueren.

## Wahlen
Da die Johannesvorstadt zwar einen Stadtteil, nicht aber einen Ortsteil nach § 45 der Thüringer Kommunalordnung bildet, gibt es für sie keine politischen Gremien wie Ortsteilrat oder Ortsteilbürgermeister.
Die Johannesvorstadt ist Teil des Landtagswahlkreises Erfurt III, für den Bodo Ramelow (Die Linke) im fünften Thüringer Landtag sitzt. Er erhielt hier 32,3 % der Stimmen. Früher war die Johannesvorstadt ein typischer Arbeiterstadtteil. Auch heute ist die Bevölkerungsstruktur durch junge Menschen mit eher geringen Einkommen geprägt, was Auswirkungen auf die Wahlergebnisse hat. Insbesondere gehört die Wahlbeteiligung in der Johannesvorstadt zu den geringsten in Erfurt. Gegenüber dem städtischen Durchschnitt werden etwas mehr Parteien aus dem linken Lager gewählt.
| Partei          | Stadtrat 2009 | Landtag 2009 | Bundestag 2009 | Europa 2009 |
| --------------- | ------------- | ------------ | -------------- | ----------- |
| Wahlbeteiligung | 29,9          | 35,6         | 48,4           | 30,0        |
| CDU             | 16,4          | 20,6         | 28,1           | 18,5        |
| Die Linke       | 22,4          | 30,7         | 23,6           | 25,8        |
| SPD             | 32,2          | 20,1         | 17,5           | 19,3        |
| Grüne           | 12,0          | 10,1         | 8,2            | 11,9        |
| FDP             | 6,1           | 8,2          | 2,4            | 6,3         |